# Friedrich von Kleist
Friedrich Emil Ferdinand Heinrich Graf Kleist von Nollendorf (Berlim, 9 de abril de 1762 — 17 de fevereiro de 1823) foi um marechal-de-campo prussiano.
Kleist entrou para exército da Prússia em 1778, serviu durante a Guerra da Sucessão Bávara, Guerras revolucionárias francesas e lutou em Jena durante as Guerras Napoleônicas. Em 1799, foi promovido a major e recebeu o comando de um batalhão de granadeiros.
Ganhou o título de Conde de Nollendorf em 3 de junho de 1814 pelo seu desempenho na batalha de Kulm.